# مرسدس-بنز سی۱۱۱
مرسدس-بنز سی۱۱۱ (انگلیسی: Mercedes-Benz C111) خودروی اسپورت موتور وسط عقب-محور عقب است، که در سال ۱۹۷۰ توسط مرسدس بنز تولید و عرضه شد.